# Juncus brueggeri
Juncus brueggeri là một loài thực vật có hoa trong họ Juncaceae. Loài này được Domin mô tả khoa học đầu tiên năm 1936.